# Fulla de trau
|  | «Filodendron» redirigeix aquí. Si cerqueu el gènere de plantes, vegeu «Philodendron». |

La fulla de trau, fulla foradada, monstera o costella d'Adam (Monstera deliciosa) és una espècie de planta enfiladissa (del tipus lianoide) pròpia de la zona tropical plujosa que va del sud de Mèxic fins al sud de Panamà però estesa pel conreu a altres zones tropicals i subtropicals, com Madeira per exemple. És emprada com a planta d'interior, però en condicions de clima amb hiverns freds.
És una planta d'ombra. Té la tija gruixuda i arriba a fer 20 metres d'alt, en estat silvestre s'enfila als arbres. Les fulles tenen forma de cor, de 25-90 cm de llarg per 25-75 cm d'ample. Les fulles adultes són amb lòbuls. Els fruits fa uns 25 cm de llarg i 3-4 cm de diàmetre, similar a una panotxa de blat de moro. El fruit s'ha de menjar madur (triga un any a fer-ho), ja que si s'intenta menjar immadur és verinós (no pas mortal) per la gran quantitat d'àcid oxàlic que conté. Tanmateix el fruit immadur no té bon gust i són rars els accidents.

## Imatges

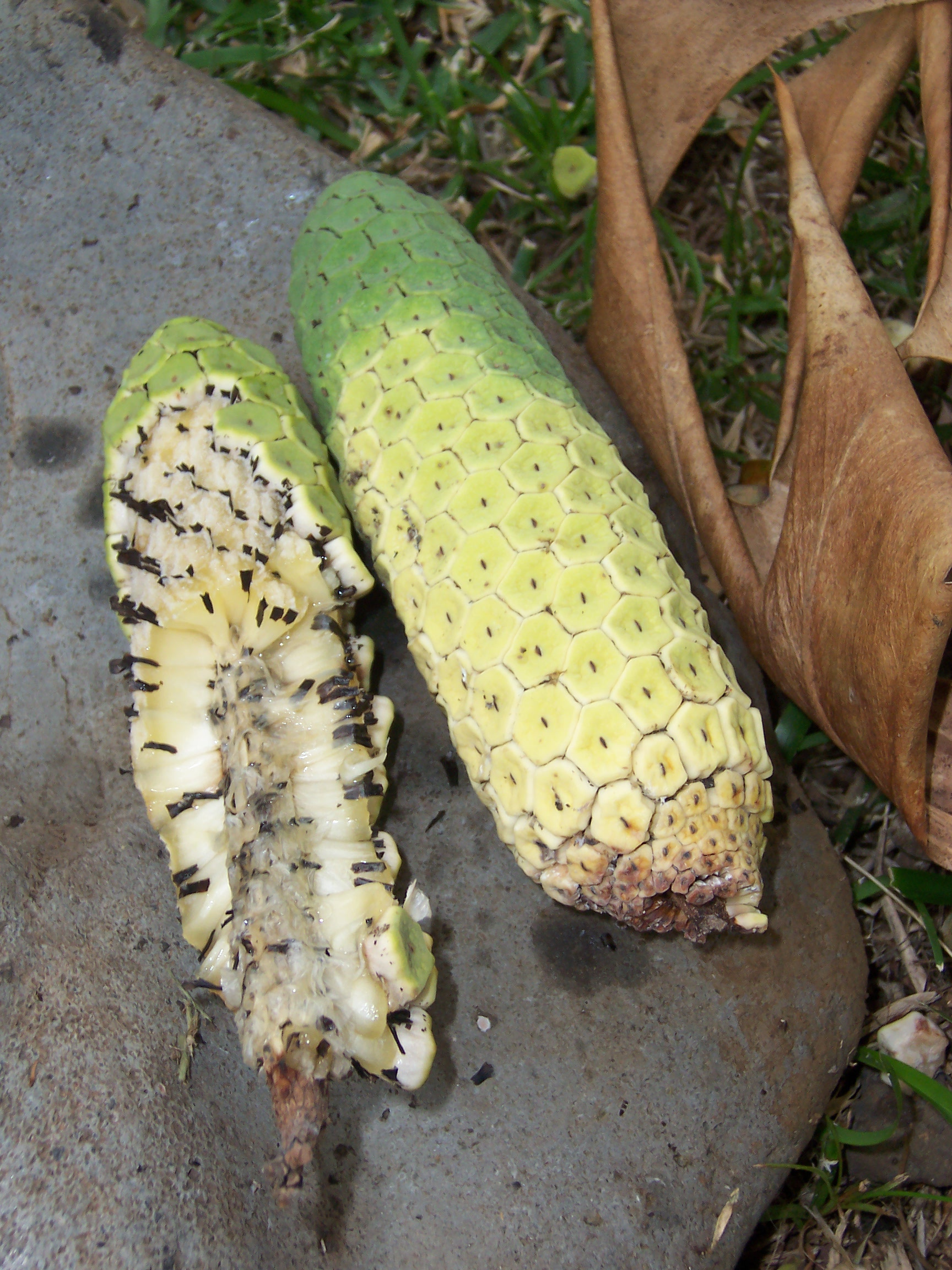
Fruits de Monstera
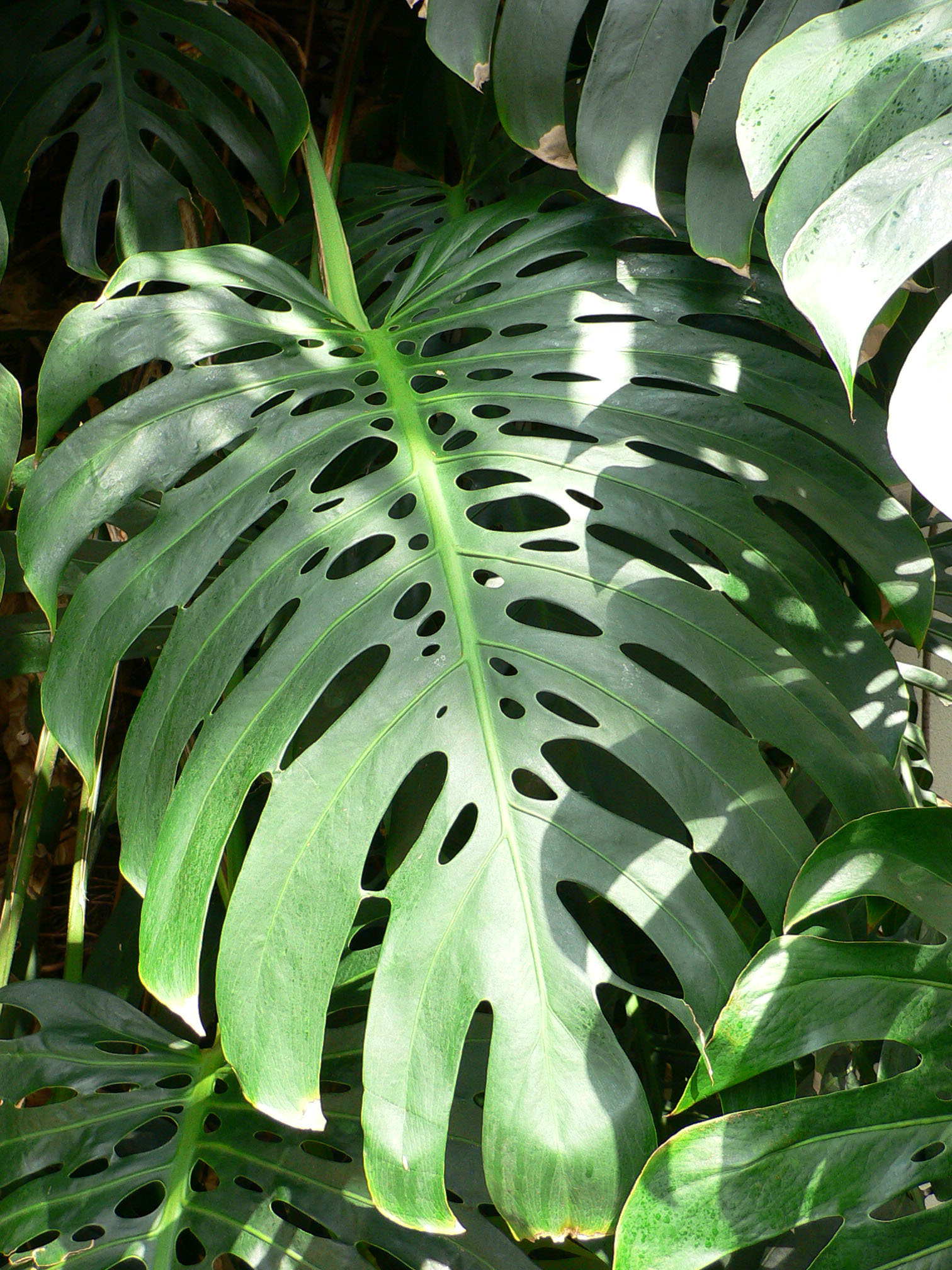
Fulla
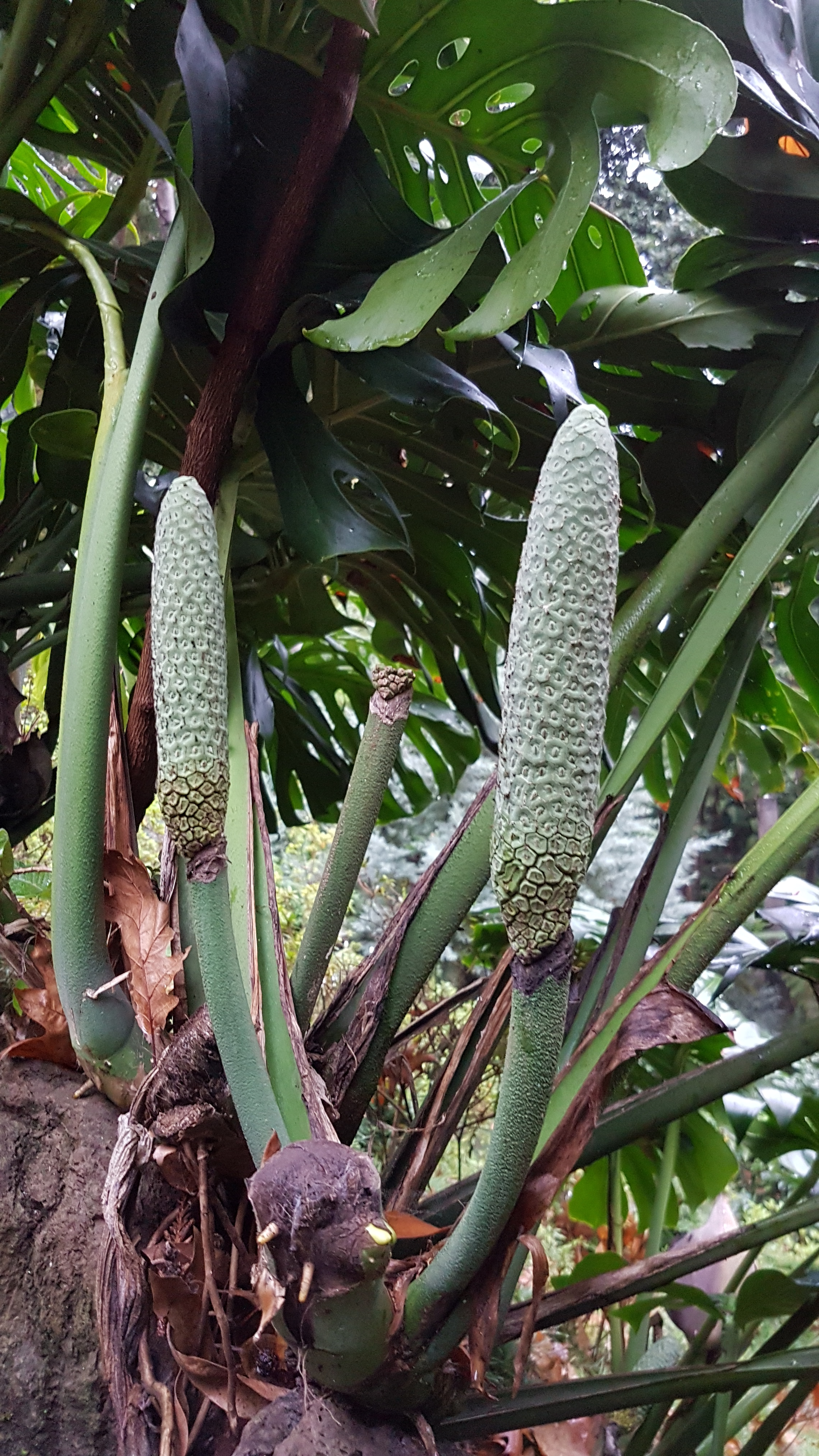
Monstera deliciosa amb fruit